# Jelling
Jelling es una aldea situada en la municipalidad de Vejle, Dinamarca, en la península de Jutlandia. En un principio la capital vikinga de Dinamarca, hoy es una pequeña aldea.
En Jelling se encuentra el túmulo del rey Gorm de Dinamarca y su esposa Thyra, padres del rey Harald I, quien además erigió un monasterio cristiano en el mismo emplazamiento, y que forma parte del conjunto declarado Patrimonio de la Humanidad por Unesco.
Harald también erigió las Piedras de Jelling, en las que figuraba la siguiente inscripción:
“El Rey Harald ordenó construir este monumento en honor a Gorm, su padre, y a Thyra, su madre; el mismo Harald que para sí conquistó toda  Dinamarca y Noruega, y a los daneses hizo cristianos.”
Esta declaración es conocida como el Bautismo de Dinamarca. Las Piedras de Jelling son consideradas las inscripciones rúnicas en piedra más famosas de Dinamarca.

## Galería

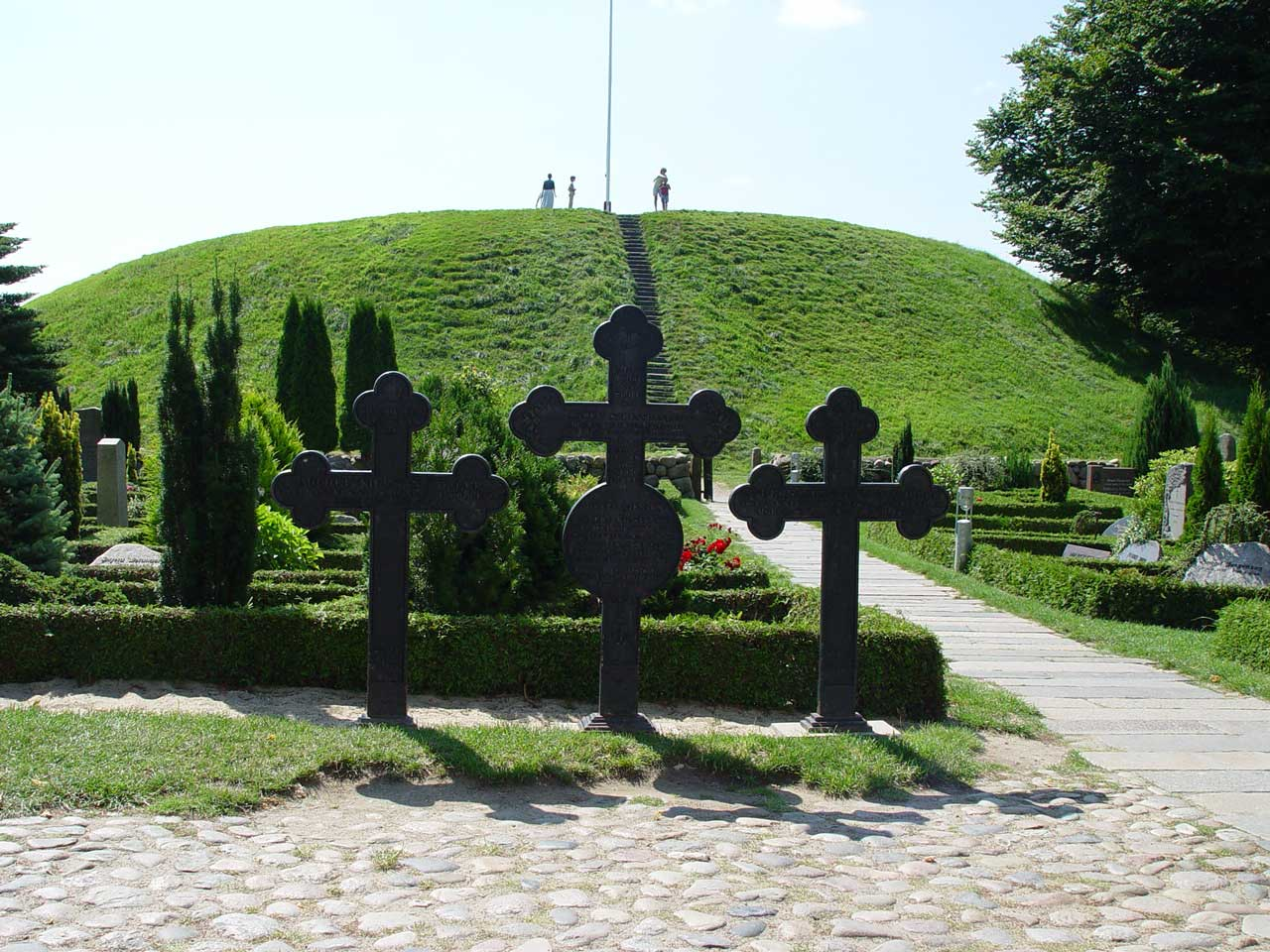
Túmulo en Jelling
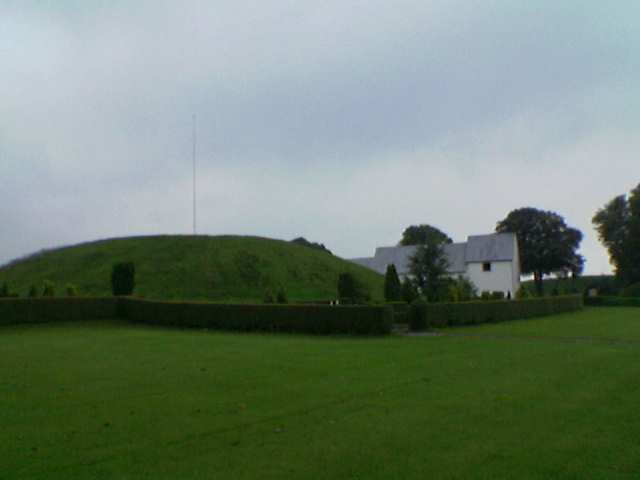
Túmulo septentrional e Iglesia en Jelling
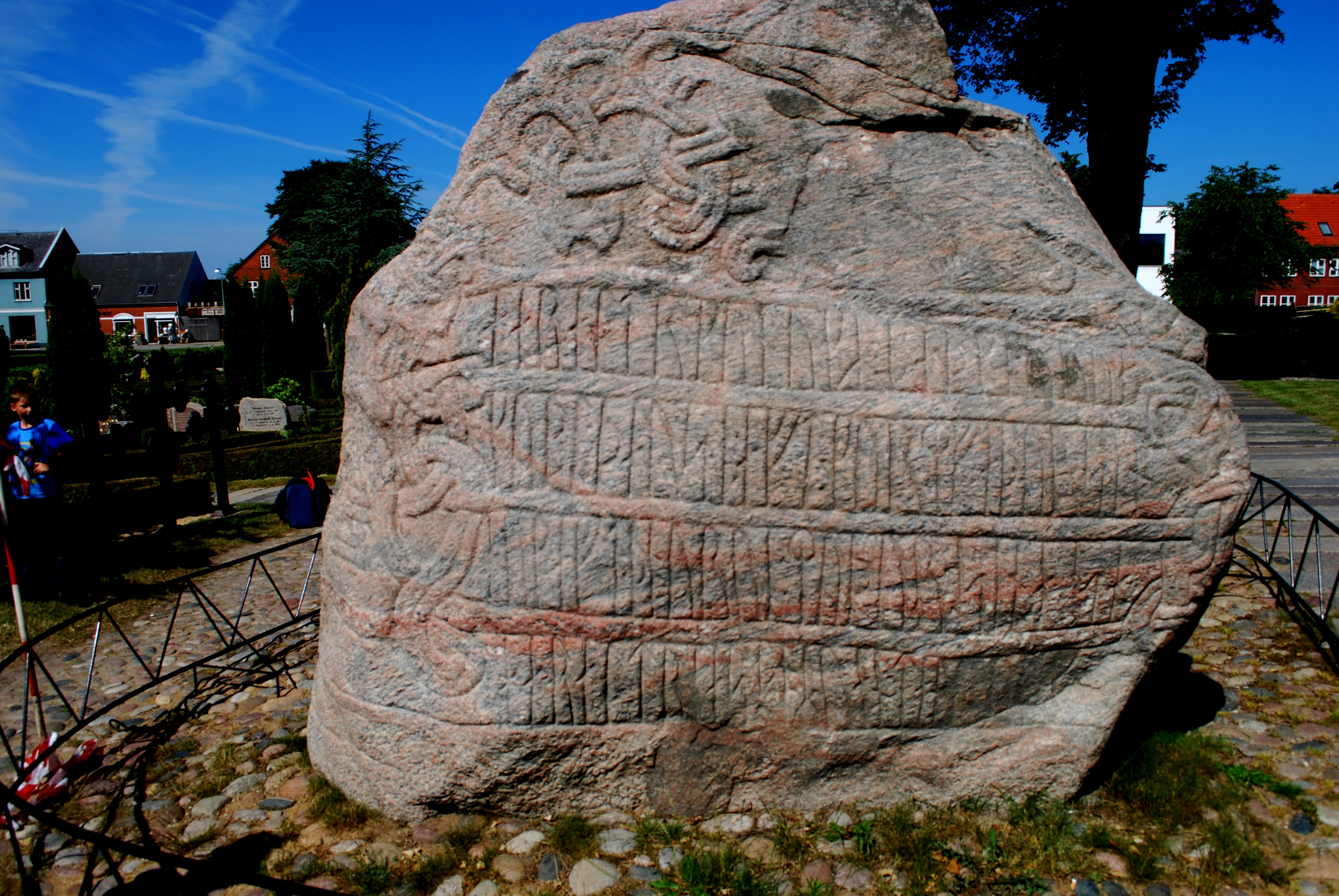
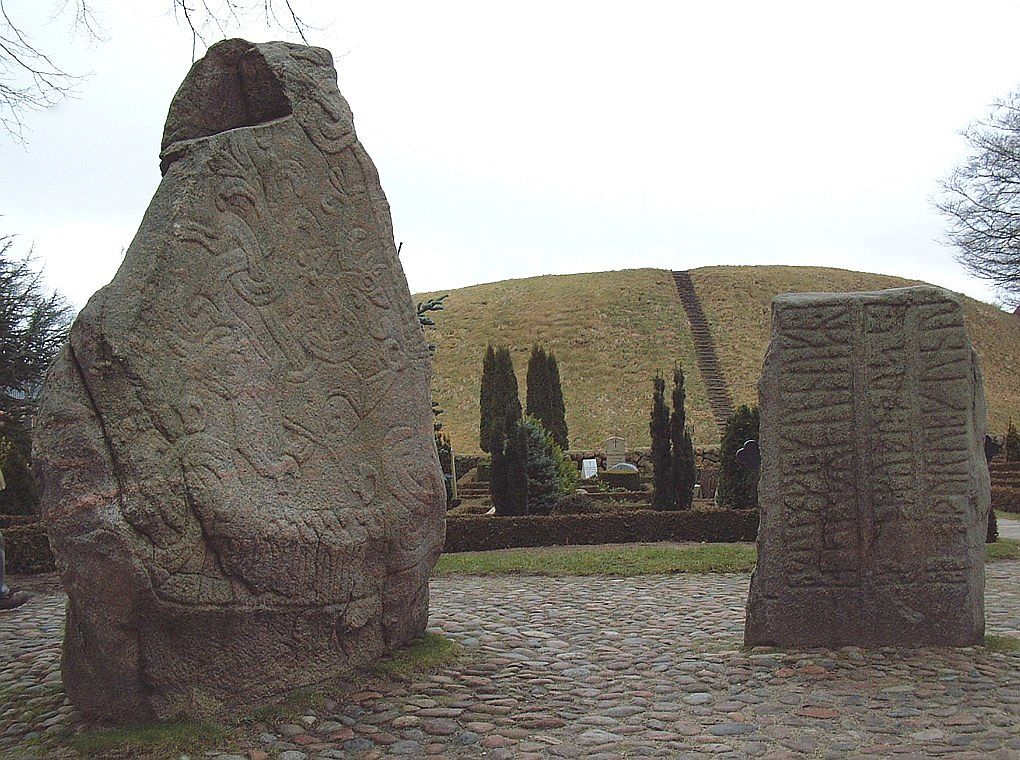
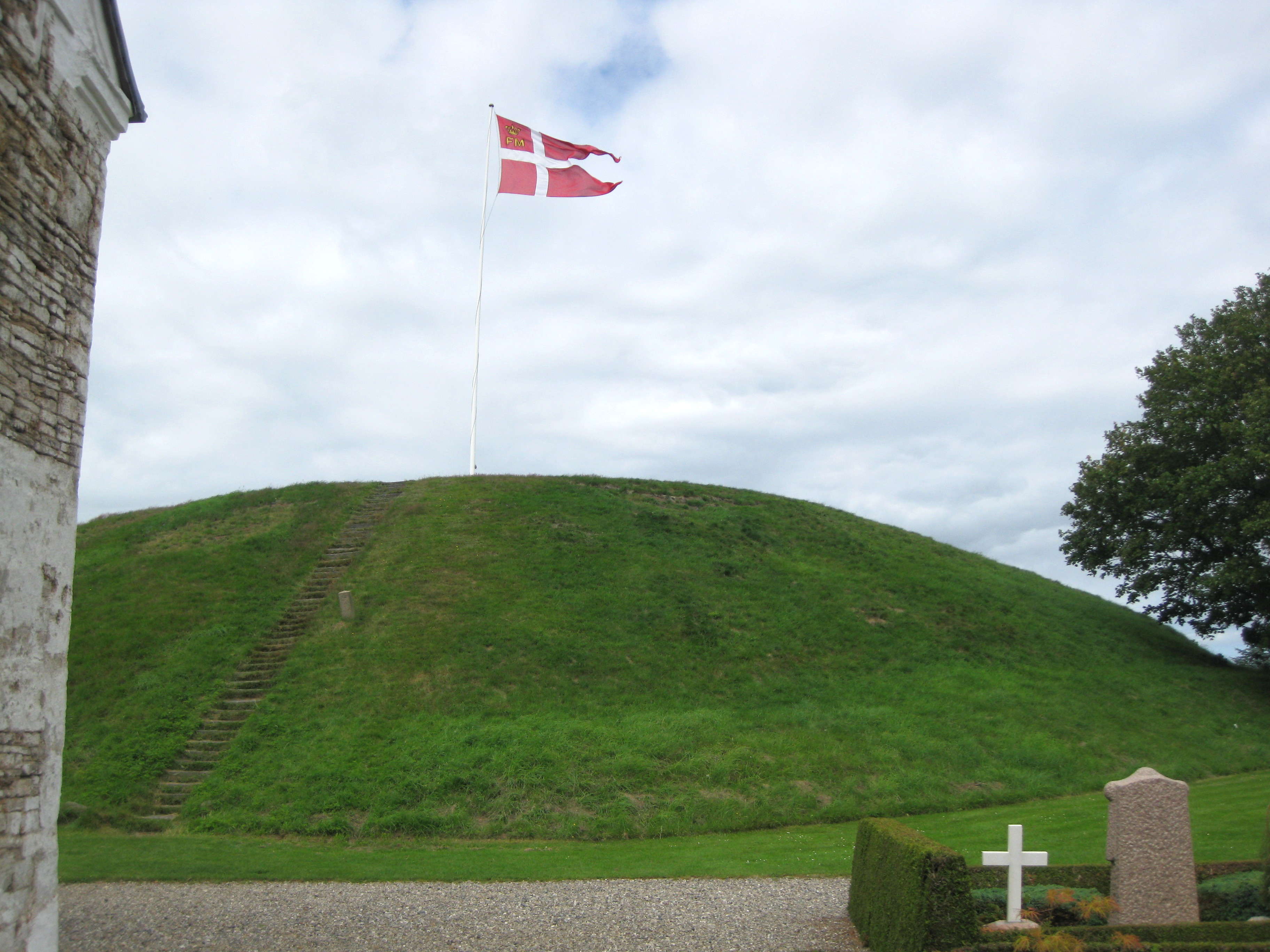
Gravhøjen "Thyras Høj" i Jelling, Sydjylland
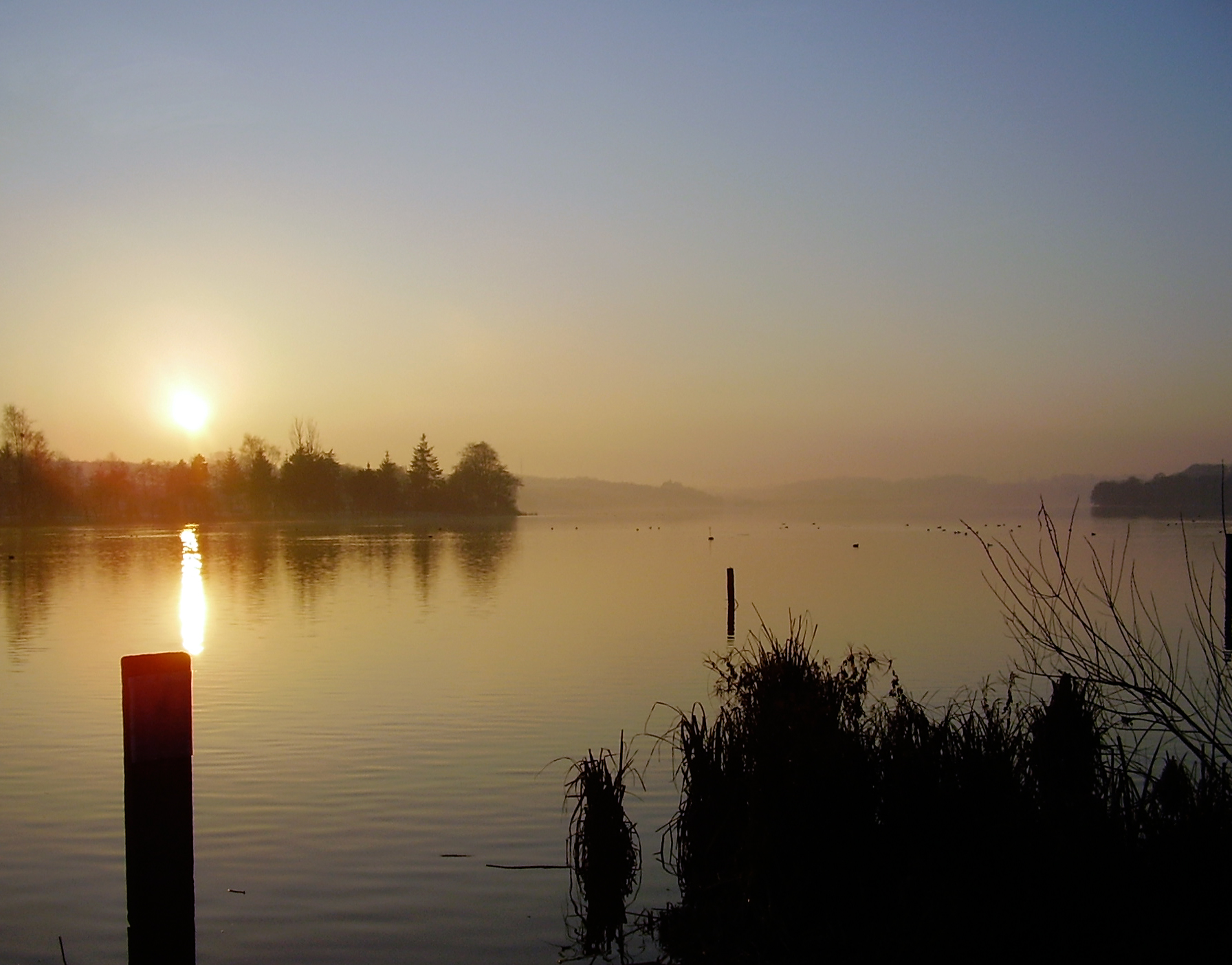
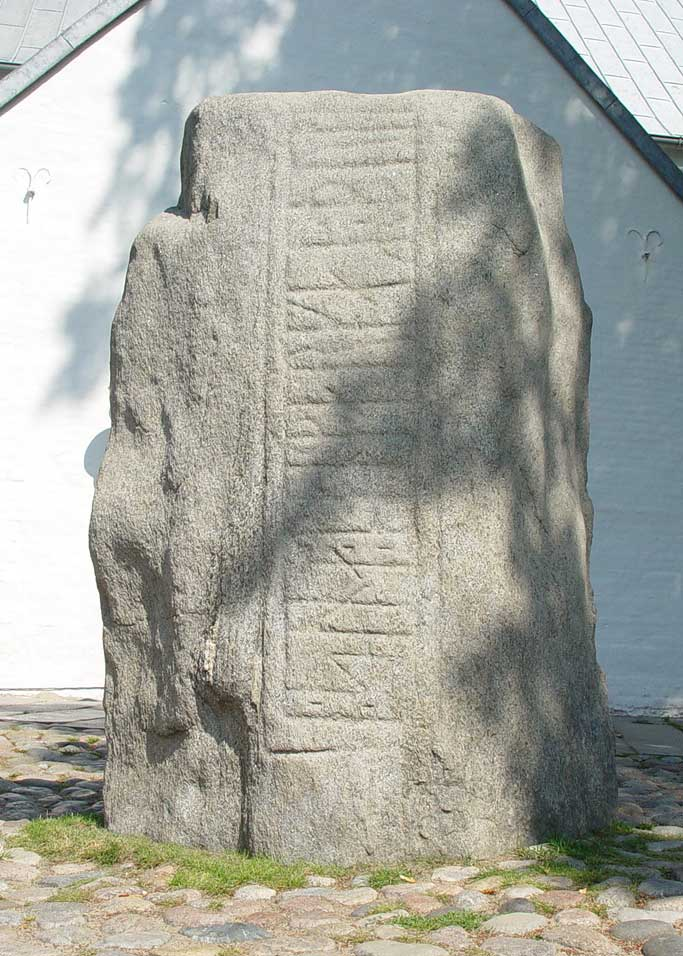